# Сабрі Джабалла
Сабрі Джабалла (араб. صبري جاب الله, нар. 28 червня 1973) — туніський футболіст, що грав на позиції захисника.
Виступав, зокрема, за клуб «Клуб Африкен», а також національну збірну Тунісу.

## Клубна кар'єра
У дорослому футболі дебютував 1995 року виступами за команду клубу «Ла-Марса», в якій провів один сезон. 
Своєю грою за цю команду привернув увагу представників тренерського штабу клубу «Клуб Африкен», до складу якого приєднався 1996 року. Відіграв за команду зі столиці Тунісу наступні п'ять сезонів своєї ігрової кар'єри.
Згодом з 2001 по 2004 рік грав у складі команд клубів «Сфаксьєн» та «Ла-Марса».
Завершив професійну ігрову кар'єру у клубі «ЕОГ Крам», за команду якого виступав протягом 2005 року.

## Виступи за збірну
У 1995 році дебютував в офіційних матчах у складі національної збірної Тунісу. Протягом кар'єри у національній команді, яка тривала 8 років, провів у формі головної команди країни 17 матчів, забивши 1 гол.
У складі збірної був учасником Кубка африканських націй 1996 року у ПАР, де разом з командою здобув «срібло», чемпіонату світу 1998 року у Франції, Кубка африканських націй 1998 року у Буркіна Фасо.

## Титули і досягнення
- Срібний призер Кубка африканських націй: 1996